# LGBT aux Îles Marshall
Les personnes lesbiennes, gays, bisexuelles et transgenres (LGBT) des Îles Marshall peuvent être confrontées à des difficultés juridiques que ne rencontrent pas les résidents non LGBT. Les pratiques homosexuelles sont légales aux Îles Marshall depuis 2005, et la discrimination fondée sur l'orientation sexuelle et l'identité de genre est interdite dans toutes les régions depuis 2019. Toutefois, les ménages composés de couples de même sexe ne bénéficient pas des mêmes protections juridiques que les couples mariés de sexe opposé, car le mariage et les unions civiles entre personnes de même sexe ne sont pas reconnus.

## Communautés
Une enquête menée auprès des jeunes en 2006 a indiqué que 4,3 % des jeunes hommes des Îles Marshall avaient eu des relations sexuelles avec un partenaire masculin à un moment de leur vie.
Selon les estimations d'ONUSIDA de 2017, il y avait environ 150 hommes ayant des rapports sexuels avec des hommes (HSH) dans le pays, et environ 100 personnes transgenres.

### Kakōļ
Les Îles Marshall abritent une communauté culturelle dite du « troisième genre », connue en marshallais sous le nom de kakōļ. Le terme fait référence à des hommes qui « assument des rôles de femmes ». Contrairement à beaucoup de leurs homologues du troisième genre en Océanie, comme les fa'afafine des Samoa ou les fakaleiti des Tonga, les kakōļ ne se travestissent généralement pas et ne s'identifient pas en tant que femmes. Au lieu de cela, la plupart des kakōļ préfèrent révéler leur identité en portant un vêtement féminin. On pense qu’ils intègrent les forces des deux sexes et jouent ainsi un rôle important dans l’équilibre entre le monde des hommes et celui des femmes. Les Kakōļ ont tendance à avoir des relations amoureuses avec des hommes hétérosexuels typiquement masculins. Le terme jera fait référence à des relations étroites entre personnes du même sexe, mais pas nécessairement romantiques ou sexuelles. Ces relations, également connues sous le nom de « liens masculins », semblent être valorisées par les Marshallais.

## Conditions de vie
Les Îles Marshall ont une scène LGBT très limitée. En 2019, il n'existe aucune organisation LGBT connue dans le pays. Les débats et les discussions autour des droits LGBT ont tendance à être peu visibles.
En ce qui concerne le VIH/SIDA, le taux d'infection est très faible. Le ministère de la Santé a inclus le VIH/SIDA dans ses programmes locaux d'éducation sanitaire, et les cliniques de santé publique proposent des tests gratuits.

### Droits
La Human Truth Foundation classe les Îles Marshall au 88e rang pour les droits LGBT. Ce chiffre est similaire à celui d’autres pays du Pacifique, tels que Palau (86), Nauru (87) et la Micronésie (90).En 2011, les Îles Marshall signent la « déclaration commune sur la fin des actes de violence et des violations des droits de l'homme fondées sur l'orientation sexuelle et l'identité de genre » aux Nations Unies, condamnant la violence et la discrimination contre les personnes LGBT.
En 2021, lors de l'examen période du Conseil des droits de l'homme des Nations unies, Kino Kabua, Secrétaire principale et Présidente de la Commission nationale des droits de l'homme des Îles Marshall, indique la volonté des Îles Marshall de « mieux intégrer les protections des personnes LGBT dans leur législation et leur culture »

#### Reconnaissance des relations homosexuelles
Les Îles Marshall ne reconnaissent ni les mariages ni les unions civiles entre personnes de même sexe. Les couples de même sexe manquent de reconnaissance juridique.
La loi de 1988 sur l'enregistrement des naissances, des décès et des mariages n'interdit pas expressément les mariages homosexuels, cependant, l'article 428(1) suppose que les parties sont du sexe opposé, « l'homme au moment de contracter le mariage doit avoir au moins dix-huit ans ». (18) ans et la femme doit être âgée d'au moins seize (16) ans". Les mariages peuvent être célébrés par un officier d'état civil, un ministre ordonné de l'Église ou un juge de la Haute Cour ou du tribunal de district, et doivent être enregistrés par l'officier d'état civil de l'atoll.
Alors que la Constitution ou la loi statutaire interdit la discrimination fondée sur divers motifs, notamment l'orientation sexuelle (rō rej kalok an itok limoier kōn kōra ak emmaan, l'état civil (rimare ke jaab et la situation familiale (ej baamle ke jaab), on ne sait pas si cela garantirait donc aux couples de même sexe le droit de se marier. La Cour suprême n'a pas encore statué sur la question,.

#### Protections contre les discriminations
Jusqu'en 2019, il n'y avait pas de protection juridique contre la discrimination fondée sur l'orientation sexuelle ou l'identité de genre dans l'emploi ou la fourniture de biens et de services. Malgré l’absence de protection contre la discrimination, aucun cas de discrimination sociétale dirigée contre les personnes LGBT n’a été signalé.
Le Code of Judicial Conduct 2008  prévoit qu'« un juge ne doit pas, dans l'exercice de ses fonctions judiciaires, par ses paroles ou son comportement, manifester des préjugés ou des préjugés, ni se livrer à du harcèlement, y compris, mais sans s'y limiter pratiquer des préjugés, des préjugés ou un harcèlement fondé sur le sexe, la race, la langue, la religion, les opinions politiques ou autres, l'origine nationale ou sociale, le lieu de naissance, la situation familiale ou l'ascendance, l'origine ethnique, le handicap, l'âge, l'orientation sexuelle, l'état matrimonial, le statut socio-économique ou l'affiliation politique, et ne doit pas permettre pas au tribunal, son personnel,  ses fonctionnaires ou toute autre personne soumise à la direction et au contrôle du juge de le faire. ». En outre, « un juge doit exiger des avocats dans les procédures devant le tribunal qu'ils s'abstiennent de manifester des préjugés ou des préjugés, ou de se livrer à du harcèlement, fondés sur des attributs, notamment, mais sans s'y limiter, le sexe, la race, la langue, la religion, les opinions politiques ou autres, les origines nationales ou sociales, le lieu de naissance, la situation familiale ou l'ascendance, origine ethnique, handicap, âge, orientation sexuelle, état civil, statut socio-économique ou affiliation politique. ».
En 2016, les Îles Marshall ont reçu des recommandations de l'Allemagne et d'Israël suggérant d'interdire la discrimination fondée sur l'orientation sexuelle et l'identité de genre.
La loi Gender Equality Act 2019 interdit la discrimination directe ou indirecte dans tous les domaines, « en particulier dans les domaines politique, juridique, économique, de l'emploi, social et domestique » en raison du sexe, de l'âge, de l'origine ethnique, du handicap, de l'état civil, du statut VIH ou l'état de santé, du statut de migrant, la religion, l'orientation sexuelle ou l'identité de genre. La loi exige que le gouvernement des Marshall adopte des mesures pour éliminer les stéréotypes, les préjugés et les pratiques néfastes sur la base de l'orientation sexuelle et de l'identité de genre, et établisse un programme destiné aux agents judiciaires et chargés de l'application des lois et autres agents publics sensibles.

#### Synthèse
| Activité sexuelle entre personnes de même sexe est légale                                                               | (Depuis 2005) |
| Âge de consentement égal                                                                                                | (Depuis 2005) |
| Lois anti-discrimination dans le domaine de l'emploi uniquement                                                         | Depuis 2019)  |
| Lois anti-discrimination dans la fourniture de biens et de services                                                     | Depuis 2019)  |
| Lois anti-discrimination dans tous les autres domaines (y compris la discrimination indirecte et les discours de haine) | Depuis 2019)  |
| Mariages homosexuels | No            |
| Reconnaissance des couples de même sexe                                                                                 | No            |
| Adoption d'un beau-fils par des couples de même sexe                                                                    | No            |
| Adoption conjointe par des couples de même sexe                                                                         | No            |
| Les personnes LGBT autorisées à servir ouvertement dans l'armée                                                         | pas d'armée   |
| Droit de changer de sexe légal                                                                                          | No            |
| Accès à la FIV pour les lesbiennes                                                                                      | No            |
| GPA commerciale pour les couples homosexuels                                                                            | No            |
| Les HSH autorisés à donner du sang                                                                                      | No            |